# Admiralität
Als die Admiralität wurde in der Vergangenheit die oberste Kommandobehörde vieler Marinen bezeichnet. Heute werden stattdessen häufig Ausdrücke wie Admiralstab, Marinestab oder ähnliche Begriffsbildungen benutzt. Der Begriff Admiralität leitet sich von dem Marinedienstgrad Admiral ab und kann gleichermaßen dessen Stab wie auch die Versammlung der Admirale einer Marine bezeichnen. Letzteres entspricht der Bezeichnung Generalität für die Gesamtheit der Generale beim Heer.

## Funktionen
Die Admiralität hat ähnliche Funktionen wie ein Generalstab. Sie setzt politische Vorgaben in militärische Maßnahmen und Planungen um. Dazu gehören u. a.:
- Streitkräfteplanung
- Mobilmachungsplanung
- Einsatzplanung
- Einsatzführung
- Logistik
- Ausbildung
- Personalplanung
- Expeditionsplanung

Die Führung von militärischen Operationen wird hingegen meist von nachgeordneten Stellen wie z. B. einem Flottenkommando übernommen.

## Deutschland
In Brandenburg gab es bereits Ende des 17. Jahrhunderts eine Admiralität für die nur kurzzeitig bestehende Kurbrandenburgische Marine.
In Preußen wurde 1853 eine Admiralität für Preußische Marine geschaffen. Der erste Chef der Admiralität war der damalige Ministerpräsident Otto Theodor von Manteuffel. Im Jahre 1859 wurde die Admiralität aufgelöst und in die Marineverwaltung und das Marineoberkommando aufgeteilt.
Nach der Reichsgründung wurde 1872 aus dem preußischen Marineministerium die Kaiserliche Admiralität für die Kaiserliche Marine geschaffen. Nach dem Regierungsantritt von Wilhelm II. 1889 wurde die Admiralität wieder aufgelöst und in das Marinekabinett, das Oberkommando der Marine und das Reichsmarineamt aufgeteilt. 1919 bis 1921 wurde die Admiralität nochmals als Ersatz für das aufgelöste Reichsmarineamt geschaffen. Nachfolger dieser Admiralität wurde 1921 die Marineleitung.
In der Deutschen Marine werden heute wesentliche Aufgaben einer Admiralität vom Führungsstab der Marine im Bundesministerium der Verteidigung wahrgenommen.

## England – Großbritannien – Vereinigtes Königreich
Um 1400 wurde in England der Posten des Lord High Admiral geschaffen, in dessen Verantwortung die operative Steuerung und Kontrolle der Flotte lag. 1546 wurde der Council of the Marine (Marinerat) eingerichtet, aus dem später das Navy Board (Marineausschuss) entstand, um administrative Angelegenheiten der Flotte zu beaufsichtigen.
Das Amt des Lord High Admiral wurde oftmals in Kommission vergeben, d. h., die Amtsgeschäfte wurden von einem Ausschuss, dem Board of Admiralty, übernommen mit Lords Commissioner of the Admiralty als Mitglieder. Den Vorsitz führte der First Lord of the Admiralty (Erster Lord der Admiralität).
Das Board of Admiralty setzte sich zusammen aus Admiralen, die als Naval Lords oder Sea Lords bezeichnet wurden und Zivilisten, meist namhaften Politikern. Der Erste Lord der Admiralität als Vorsitzender war üblicherweise ein Mitglied des Kabinetts, nach 1806 immer auch ein Zivilist. Die operative Leitung der Marine übernahm ein Mitglied der Royal Navy als Erster Seelord.
1831 wurde das Navy Board abgeschafft. Seine Aufgaben wurden nun vom Board of Admiralty wahrgenommen. 1964 wurden die Admiralität, das Kriegsministerium und das Luftfahrtministerium im Verteidigungsministerium des Vereinigten Königreichs vereinigt.

## Sonstiges
In der frühen Neuzeit bezeichneten sich auch die für den Schutz der Schifffahrt und die Sicherheit des Hafenbetriebs zuständigen Behörden kleinerer deutscher Stadtstaaten als Admiralität, ohne dass diesen ein Admiral angehören musste. Ein Beispiel hierfür ist die Hamburgische Admiralität. In der niederländischen Republik der Sieben Vereinigten Provinzen bestanden insgesamt fünf Admiralitäten (Amsterdam, Rotterdam, Friesland, Noorderkwartier und Zeeland).
Als Admiralität wird auch häufig das diese Institution beherbergende Gebäude bezeichnet, so zum Beispiel die Admiralität in Sankt Petersburg.